# Testudinellia unicolor
Testudinellia unicolor är en insektsart som beskrevs av Sjostedt 1930. Testudinellia unicolor ingår i släktet Testudinellia och familjen gräshoppor. Inga underarter finns listade i Catalogue of Life.